# 마드리드 경전철 2호선

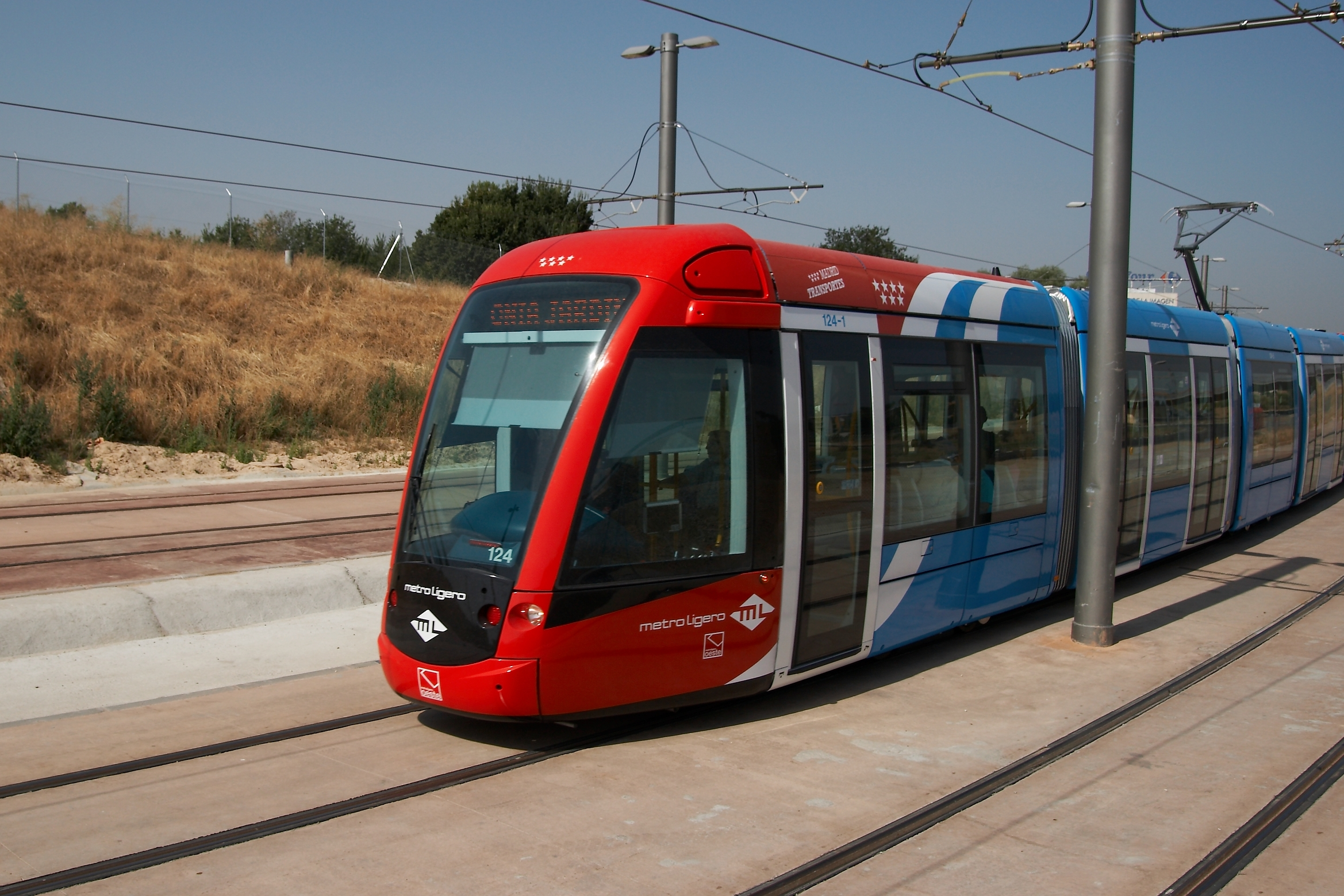
경전철 2호선의 콜로니아 하르딘 역 부근을 지나는 열차 '시타디스'

마드리드 경전철 2호선 (Metro Ligero - Línea 2, 약칭 L2)은 마드리드 경전철의 한 노선으로, 메트로 리헤로 오에스테 (서부 경전철) 사에서 운영한다. 길이는 8.7km에 13개 역이 영업중에 있다. 마드리드 서부의 몽클로아아라바카 구와 그 교외의 포수엘로데알라르콘 시를 잇는 노선이며, 콜로니아 하르딘 역에서 아라바카 역까지 이어진다. 노선 상징색은 보라색이다.
2004년 12월부터 공사에 들어가, 약 2년 반의 작업 끝에 2007년 7월 27일 마드리드 경전철 3호선과 함께 개통하였다. 13개 역 중에서 3개 역만 지하에 위치해 있으며, 나머지는 지상 구간을 달린다.
경전철 1호선에 투입되는 차량은 알스톰 사의 트램 모델인 시타디스 (Citadis)로, 최고시속 70km를 자랑하며, 전류방식은 750V 직류 방식이다. 차량규모는 총 5량이지만 필요에 따라 7량까지 확대할 수 있다. 실제 운행에서는 다른 지하철노선과는 반대로 우측통행으로 운행되는데 이는 지상교통의 흐름을 방해하지 않기 위한 것이다.

## 같이 보기
- 마드리드 지하철